# Championnat d'Irlande du Nord de football 1970-1971
Navigation
Édition précédente Édition suivante
Le 69e Championnat d'Irlande du Nord de football se déroule en 1970-1971. Linfield FC remporte son vingt-neuvième titre de champion d’Irlande du Nord. 
Glentoran FC est deuxième, Distillery FC complète le podium. 
Avec 18 buts marqués,  Bryan Hamilton de Linfield FC remporte le titre de meilleur buteur de la compétition.

## Les 12 clubs participants
- Ards FC
- Bangor FC
- Ballymena United
- Cliftonville FC
- Coleraine FC
- Crusaders FC
- Derry City FC
- Distillery FC
- Glenavon FC
- Glentoran FC
- Linfield FC
- Portadown FC

## Compétition

### Classement
Le classement est établi sur le barème de points classique (victoire à 2 points, match nul à 1, défaite à 0).
| Rang | Équipe           | Pts | J  | G  | N | P  | Bp | Bc | Diff |
| ---- | ---------------- | --- | -- | -- | - | -- | -- | -- | ---- |
| 1    | Linfield FC      | 38  | 22 | 18 | 2 | 2  | 58 | 16 | +42  |
| 2    | Glentoran FC T   | 35  | 22 | 16 | 3 | 3  | 52 | 17 | +35  |
| 3    | Distillery FC C  | 30  | 22 | 13 | 4 | 5  | 51 | 29 | +22  |
| 4    | Coleraine FC     | 26  | 22 | 12 | 2 | 8  | 43 | 32 | +11  |
| 5    | Ballymena United | 23  | 22 | 8  | 7 | 7  | 34 | 28 | +6   |
| 6    | Ards FC          | 21  | 22 | 8  | 5 | 9  | 30 | 37 | -7   |
| 7    | Crusaders FC     | 20  | 22 | 7  | 6 | 9  | 24 | 45 | -21  |
| 8    | Bangor FC        | 19  | 22 | 7  | 5 | 10 | 21 | 34 | -13  |
| 9    | Derry City FC    | 19  | 22 | 7  | 5 | 10 | 45 | 46 | -1   |
| 10   | Glenavon FC      | 13  | 22 | 5  | 3 | 14 | 39 | 55 | -16  |
| 11   | Cliftonville FC  | 12  | 22 | 3  | 6 | 13 | 26 | 53 | -27  |
| 12   | Portadown FC     | 8   | 22 | 2  | 4 | 16 | 24 | 55 | -31  |

| Légende : Qualifications et relégations | Légende : Qualifications et relégations                                      |
| --------------------------------------- | ---------------------------------------------------------------------------- |
|                                         | Coupe d'Europe des Clubs champions 1971-1972                                 |
|                                         | Coupe d'Europe des vainqueurs de coupe 1971-1972                             |
|                                         | Coupe UEFA 1971-1972                                                         |
|                                         | Relégation en deuxième division                                              |
|                                         | T : Tenant du titre C : Vainqueurs de la Coupe d'Irlande du Nord de football |

## Bilan de la saison
| Tableau d'Honneur                         |               |
| Compétition                               | Vainqueur     |
| Championnat d'Irlande du Nord de football | Linfield FC   |
| Coupe d'Irlande du Nord de football       | Distillery FC |

| Promotions et relégations |       |
| Relégués                  | Aucun |
| Promus                    | Aucun |

## Statistiques

### Meilleur buteur
- Bryan Hamilton, Linfield FC 18 buts